# 产权比率
产权比率，是资产负债率的另一种表现形式，它和资产负债率的性质一样，是总负债与股东权益的比值。产权比率表明每1元股东权益借入的债务额。

## 公式
| 产权比率＝ | 负债总额 | ×100% |
| 产权比率＝ | 股东权益 | ×100% |